# Asperopilum
Asperopilum — рід грибів родини Hyaloscyphaceae. Назва вперше опублікована 1987 року.

## Класифікація
До роду Asperopilum відносять 2 види:
- Asperopilum juncicola
- Asperopilum juncicolum